# Album al numero uno nella Billboard 200 nel 1992
Di seguito è proposta la lista degli album al numero uno nella Billboard 200 nel 1992.
Durante il 1992 sono stati in totale 12 gli album ad aver raggiunto la prima posizione della classifica, due dei quali – Dangerous di Michael Jackson e Ropin' the Wind di Garth Brooks – avevano iniziato il loro dominio già nel 1991.
Ropin' the Wind è rimasto in vetta alla Billboard 200 per 17 settimane non consecutive tra il 1991 e il 1992, 10 delle quali nel 1992. Inoltre, l'album ha raggiunto la prima posizione della classifica di fine anno Billboard Year-End del 1992 per aver ottenuto le migliori prestazioni generali durante l'anno solare.
Some Gave All, del cantante country e attore americano Billy Ray Cyrus, è rimasto alla prima posizione della classifica per 17 settimane consecutive, diventando anche l'album più venduto del 1992, grazie alle oltre 4.8 milioni di copie vendute.

## Billboard 200
| † | Indica l'album con le migliori prestazioni del 1992. |

| Data         | Album                                      | Artista                        | Tot. sett. #1 | Unità vendute | Fonti         |
| ------------ | ------------------------------------------ | ------------------------------ | ------------- | ------------- | ------------- |
| 4 gennaio    | Dangerous                                  | Michael Jackson                | 4             | 370.000       | [ 3 ] [ 4 ]   |
| 11 gennaio   | Nevermind                                  | Nirvana                        | 2             | 373.520       | [ 5 ] [ 6 ]   |
| 18 gennaio   | Ropin' the Wind †                          | Garth Brooks                   | 17            | 260.000       | [ 7 ] [ 8 ]   |
| 25 gennaio   | Ropin' the Wind †                          | Garth Brooks                   | 17            | 160.500       | [ 9 ] [ 10 ]  |
| 1º febbraio  | Nevermind                                  | Nirvana                        | 2             | 134.000       | [ 11 ] [ 12 ] |
| 8 febbraio   | Ropin' the Wind †                          | Garth Brooks                   | 17            | 168.000       | [ 13 ] [ 14 ] |
| 15 febbraio  | Ropin' the Wind †                          | Garth Brooks                   | 17            | 190.000       | [ 15 ] [ 16 ] |
| 22 febbraio  | Ropin' the Wind †                          | Garth Brooks                   | 17            | N/A           | [ 17 ]        |
| 29 febbraio  | Ropin' the Wind †                          | Garth Brooks                   | 17            | N/A           | [ 18 ]        |
| 7 marzo      | Ropin' the Wind †                          | Garth Brooks                   | 17            | N/A           | [ 19 ]        |
| 14 marzo     | Ropin' the Wind †                          | Garth Brooks                   | 17            | N/A           | [ 20 ]        |
| 21 marzo     | Ropin' the Wind †                          | Garth Brooks                   | 17            | 104.000       | [ 21 ] [ 22 ] |
| 28 marzo     | Ropin' the Wind †                          | Garth Brooks                   | 17            | 110.000       | [ 23 ] [ 24 ] |
| 4 aprile     | Wayne's World                              | Artisti vari                   | 2             | 108.000       | [ 25 ] [ 26 ] |
| 11 aprile    | Wayne's World                              | Artisti vari                   | 2             | 110.000       | [ 27 ] [ 28 ] |
| 18 aprile    | Adrenalize                                 | Def Leppard                    | 5             | 380.000       | [ 29 ] [ 30 ] |
| 25 aprile    | Adrenalize                                 | Def Leppard                    | 5             | 261.000       | [ 31 ] [ 32 ] |
| 2 maggio     | Adrenalize                                 | Def Leppard                    | 5             | N/A           | [ 33 ]        |
| 9 maggio     | Adrenalize                                 | Def Leppard                    | 5             | N/A           | [ 34 ]        |
| 16 maggio    | Adrenalize                                 | Def Leppard                    | 5             | 123.000       | [ 35 ] [ 36 ] |
| 23 maggio    | Totally Krossed Out                        | Kris Kross                     | 2             | 137.000       | [ 37 ] [ 38 ] |
| 30 maggio    | The Southern Harmony and Musical Companion | The Black Crowes               | 1             | 142.000       | [ 39 ] [ 40 ] |
| 6 giugno     | Totally Krossed Out                        | Kris Kross                     | 2             | 112.000       | [ 41 ] [ 42 ] |
| 13 giugno    | Some Gave All                              | Billy Ray Cyrus                | 17            | 122.000       | [ 43 ] [ 44 ] |
| 20 giugno    | Some Gave All                              | Billy Ray Cyrus                | 17            | 160.000       | [ 45 ] [ 46 ] |
| 27 giugno    | Some Gave All                              | Billy Ray Cyrus                | 17            | N/A           | [ 47 ]        |
| 4 luglio     | Some Gave All                              | Billy Ray Cyrus                | 17            | N/A           | [ 48 ]        |
| 11 luglio    | Some Gave All                              | Billy Ray Cyrus                | 17            | N/A           | [ 49 ]        |
| 18 luglio    | Some Gave All                              | Billy Ray Cyrus                | 17            | N/A           | [ 50 ]        |
| 25 luglio    | Some Gave All                              | Billy Ray Cyrus                | 17            | N/A           | [ 51 ]        |
| 1º agosto    | Some Gave All                              | Billy Ray Cyrus                | 17            | 205.000       | [ 52 ] [ 53 ] |
| 8 agosto     | Some Gave All                              | Billy Ray Cyrus                | 17            | 172.000       | [ 54 ] [ 55 ] |
| 15 agosto    | Some Gave All                              | Billy Ray Cyrus                | 17            | N/A           | [ 56 ]        |
| 22 agosto    | Some Gave All                              | Billy Ray Cyrus                | 17            | N/A           | [ 57 ]        |
| 29 agosto    | Some Gave All                              | Billy Ray Cyrus                | 17            | N/A           | [ 58 ]        |
| 5 settembre  | Some Gave All                              | Billy Ray Cyrus                | 17            | 144.000       | [ 59 ] [ 60 ] |
| 12 settembre | Some Gave All                              | Billy Ray Cyrus                | 17            | 118.000       | [ 61 ] [ 62 ] |
| 19 settembre | Some Gave All                              | Billy Ray Cyrus                | 17            | 118.000       | [ 63 ] [ 64 ] |
| 26 settembre | Some Gave All                              | Billy Ray Cyrus                | 17            | 120.000       | [ 65 ] [ 66 ] |
| 3 ottobre    | Some Gave All                              | Billy Ray Cyrus                | 17            | 133.000       | [ 67 ] [ 68 ] |
| 10 ottobre   | The Chase                                  | Garth Brooks                   | 7             | 403.000       | [ 69 ] [ 70 ] |
| 17 ottobre   | The Chase                                  | Garth Brooks                   | 7             | 413.000       | [ 71 ] [ 72 ] |
| 24 ottobre   | The Chase                                  | Garth Brooks                   | 7             | 338.000       | [ 73 ] [ 74 ] |
| 31 ottobre   | The Chase                                  | Garth Brooks                   | 7             | 220.000       | [ 75 ] [ 76 ] |
| 7 novembre   | The Chase                                  | Garth Brooks                   | 7             | 171.000       | [ 77 ] [ 78 ] |
| 14 novembre  | The Chase                                  | Garth Brooks                   | 7             | 148.000       | [ 79 ] [ 80 ] |
| 21 novembre  | Timeless: The Classics                     | Michael Bolton                 | 1             | N/A           | [ 81 ]        |
| 28 novembre  | The Chase                                  | Garth Brooks                   | 7             | N/A           | [ 82 ]        |
| 5 dicembre   | The Predator                               | Ice Cube                       | 1             | 193.000       | [ 83 ] [ 84 ] |
| 12 dicembre  | The Bodyguard                              | Whitney Houston e artisti vari | 20            | 292.000       | [ 85 ] [ 86 ] |
| 19 dicembre  | The Bodyguard                              | Whitney Houston e artisti vari | 20            | 410.000       | [ 87 ] [ 88 ] |
| 26 dicembre  | The Bodyguard                              | Whitney Houston e artisti vari | 20            | 574.000       | [ 89 ] [ 90 ] |

Note:
1. ↑  Ha raggiunto il numero uno anche nel 1991
2. 1 2  Ha raggiunto il numero uno anche nel 1991
3. ↑  Ha raggiunto il numero uno anche nel 1993